# Hospital de Figueres
L'Hospital de Figueres és un edifici del municipi de Figueres (Alt Empordà) protegit com a bé cultural d'interès local.
Al moment de la construcció, l'edifici era fora del nucli urbà, en una zona envoltada de parcs, urbanitzacions residuals i instal·lacions esportives. Cal destacar la implantació de l'edifici en el terreny i la disposició en el solar, així com l'ordre compositiu horitzontalitzant accentuat per les cornises de planta quadrada i per l'escalonament dels volums.